# Choudwar
Choudwar là một thành phố và khu đô thị của quận Cuttack thuộc bang Orissa, Ấn Độ.

## Nhân khẩu
Theo điều tra dân số năm 2001 của Ấn Độ, Choudwar có dân số 42.597 người. Phái nam chiếm 54% tổng số dân và phái nữ chiếm 46%. Choudwar có tỷ lệ 77% biết đọc biết viết, cao hơn tỷ lệ trung bình toàn quốc là 59,5%: tỷ lệ cho phái nam là 83%, và tỷ lệ cho phái nữ là 71%. Tại Choudwar, 10% dân số nhỏ hơn 6 tuổi.